# Mattha

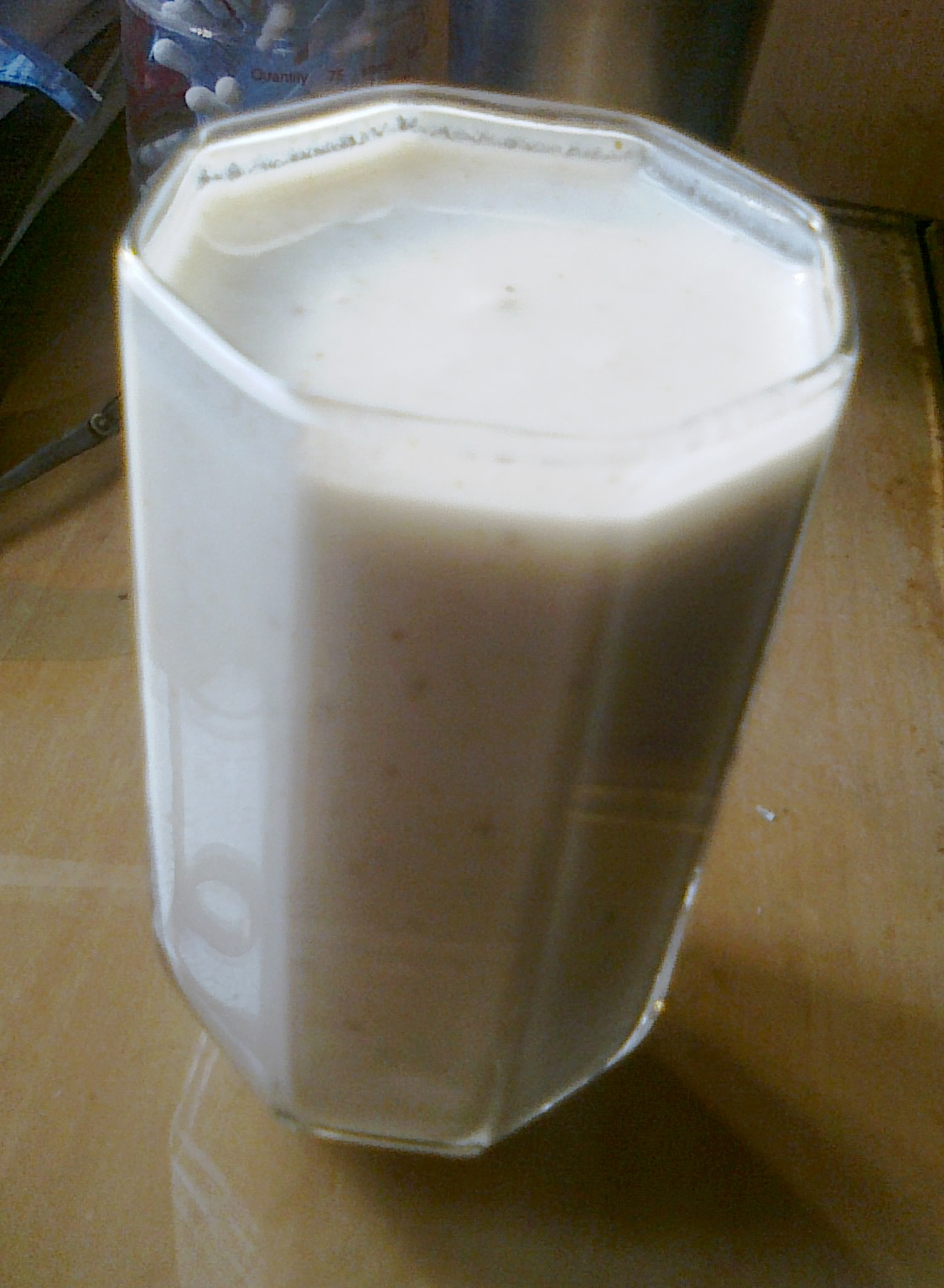
Vaso con mattha.

Mattha (Hindi: मठ्ठा), también llamado Chaanch (Hindi: छाछ), (Maratí: ताक), (Tamil:மோர்),(Bengalí:ঘোল),(Oriya:ଘୋଳ ଦହି,ଚଲ୍ହା),(Télugu:మజ్జిగా ) es una bebida de la India con especias que se prepara con suero de mantequilla.
El suero de mantequilla sin saborizar también es llamado mattha. Para saborizarlo se utilizan los siguientes ingredientes: menta, semillas de comino tostadas, asafoetida, hojas de curry, sal y azúcar.
A veces la mattha es ahumada antes de servirla para modificar su sabor. Se la suele servir tanto antes como después del almuerzo, aunque también se la puede beber durante la comida, y se cree que ayuda a la digestión.

## Historia
Se solía preparar a partir de yogur. El líquido que quedaba luego de batir la mantequilla era bebido como un remedio para los dolores de estómago o como bebida refrescante durante los meses de verano. En épocas recientes se ha comenzado a utilizar un yogur aguado, para consumirlo como un aperitivo veraniego en las partes cálidas de la India.